# Salix maccalliana
Salix maccalliana — вид квіткових рослин із родини вербових (Salicaceae).

## Морфологічна характеристика
За ідеальних умов енергійна особина, що добре прижилася, може давати десятки стебел, які можуть виростати у висоту понад 4 м і жити від 20 до 25 років. Гілки темно-червоно-бурі, злегка чи сильно блискучі, голі; гілочки червоно-коричневі чи жовто-коричневі, запушені чи голі, волоски хвилясті, зігнуті, прямі чи колінчаті. Листки на ніжках 4–15 мм: найбільша листкова пластина розширено чи вузько видовжена, 40–85 × 8–25 мм; краї плоскі, цільні, зубчасті чи городчасті; верхівка гостра чи інколи загострена; абаксіальна (низ) поверхня (бліда) гола чи рідко запушена, волоски білі та залозисті; адаксіальна поверхня дуже блискуча, гола чи дещо запушена, волоски білі та залозисті; молода пластинка червонувата. Сережки: тичинкові 15.5–42 × 9–16 мм; маточкові 25–50 × 10–20 мм. Коробочка 7–11 мм. 2n ≈ 190, ≈ 228. Цвітіння: початок травня — початок липня.

## Середовище проживання
Канада (Альберта, Британська Колумбія, Манітоба, Північно-Західні Території, Онтаріо, Квебек, Саскачеван, Юкон); США (Вашингтон, Міннесота, Північна Дакота). Населяє осокові луки, різні болота, мергельні чи кам'янисті береги озер, луки Calamagrostis; 0–1500 метрів.